# إدوارد لاكروا
إدوارد لاكروا هو سياسي كندي، ولد في 6 يناير 1889 في سانت ماري في كندا، وتوفي في 19 يناير 1963 في سان جورجس في كندا. حزبياً، نشط في الحزب الليبرالي الكندي وحزب كيبيك الليبرالي. وقد انتخب عضو الجمعية الوطنية في كيبك ‏ وانتخب عضو مجلس العموم الكندي.